# Henri Grethen
Henri Grethen (Esch-sur-Alzette, 16 de juliol de 1950) és un polític luxemburguès.
Va assistir a l'escola a Echternach i va ampliar estudis a Ciutat de Luxemburg i Lieja. El 1980, es va convertir en secretari del Partit Democràtic luxemburguès, el 1999, se'l va nomenar Ministre d'Economia i ministre de Transports. Treballa per al Tribunal de Comptes Europeu, com a representant de Luxemburg.